# Zyprischer Fußballpokal 1993/94
Der Zyprische Fußballpokal 1993/94 war die 52. Austragung des zyprischen Pokalwettbewerbs. Er wurde vom zyprischen Fußballverband ausgetragen. Das Finale fand am 28. Mai 1994 im Tsirion-Stadion von Limassol statt.
Pokalsieger wurde Omonia Nikosia. Das Team setzte sich im Finale gegen Anorthosis Famagusta durch. Omonia qualifizierte sich durch den Sieg für den Europapokal der Pokalsieger 1994/95.

## Modus
Die Begegnungen der Vorrunde und der 1. Runde wurden in einem Spiel ausgetragen. Bei unentschiedenem Ausgang wurde das Spiel um zweimal 15 Minuten verlängert. Stand danach kein Sieger fest, folgte ein Wiederholungsspiel auf des Gegners Platz. Endete auch dies unentschieden, gab es eine Verlängerung und gegebenenfalls ein Elfmeterschießen.
Von der 2. Runde bis zum Halbfinale wurden alle Begegnungen in Hin- und Rückspiel ausgetragen. Bei Torgleichheit entschied zunächst die Anzahl der auswärts erzielten Tore, danach eine Verlängerung und schließlich das Elfmeterschießen.

## Teilnehmer
| First Division (14) | Second Division (14) | Third Division (14) | Fourth Division (8) |
| --- | --- | --- | --- |
| - EPA Larnaka - AEL Limassol - Anorthosis Famagusta - APEP Pitsilia - APOEL Nikosia - Apollon Limassol - Enosis Neon Paralimni - Ethnikos Achnas - Evagoras Paphos - Nea Salamis Famagusta - Olympiakos Nikosia - Omonia Aradippou - Omonia Nikosia - Pezoporikos Larnaka | - AEZ Zakakiou - Akritas Chlorakas - Alki Larnaka - Anagennisi Deryneia - APOP Paphos - APEP Palendriou - Aris Limassol - Chalkanoras Idaliou - Doxa Katokopia - Ermis Aradippou - Ethnikos Assia - Onisilos Sotira - Orfeas Nikosia - PAEEK Kyrenia | - Achyronas Liopetriou - Adonis Idaliou - AEK Kakopetrias - AEK Katholiki - AO Agia Napa - APEY Ypsona - Digenis Akritas Morphou - Digenis Akritas Ypsona - Enosis Neon THOI Lakatamia - Ethnikos Latsion - Fotiakos Frenarou - Livadiakos Livadion - Othellos Athienou - Tsaggaris Peledriou | - Anagennisi Germasogeias - Apollon Lympion - Digenis Oroklinis - Elia Lythrodonta - Ethnikos Defteras - MEAP Nisou - Rotsidis Mammari - Poseidonas Giolou |

## Vorrunde
In dieser Runde traten alle 14 Teams der Second Division, alle 14 Teams der Third Division und 8 Teams der Fourth Division an.
|                         | Ergebnis  |                            |
| ----------------------- | --------- | -------------------------- |
| AO Agia Napa            | 1:0       | Akritas Chlorakas          |
| Adonis Idaliou          | 0:1       | Achyronas Liopetriou       |
| AEK Kakopetrias         | 0:1       | Aris Limassol              |
| AEK Katholiki           | 0:4       | Fotiakos Frenarou          |
| Anagennisi Deryneia     | 4:1       | APEY Ypsona                |
| APEP Palendriou         | 2:2 n. V. | Digenis Akritas Ypsona     |
| Chalkanoras Idaliou     | 4:1       | Ermis Aradippou            |
| Digenis Akritas Morphou | 1:0       | Enosis Neon THOI Lakatamia |
| Digenis Oroklinis       | 2:1       | Anagennisi Germasogeias    |
| Ethnikos Assia          | 3:1       | Apollon Lympion            |
| Ethnikos Defteras       | 3:0       | Livadiakos Livadion        |
| Ethnikos Latsion        | 2:3       | AEZ Zakakiou               |
| MEAP Nisou              | 0:5       | Alki Larnaka               |
| Onisilos Sotira         | 6:0       | Rotsidis Mammari           |
| Othellos Athienou       | 1:0       | APOP Paphos                |
| PAEEK Kyrenia           | 0:1       | Orfeas Nikosia             |
| Poseidonas Giolou       | 1:2       | Elia Lythrodonta           |
| Tsaggaris Peledriou     | 3:4 n. V. | Doxa Katokopia             |

### Wiederholungsspiel
|                        | Ergebnis |                 |
| ---------------------- | -------- | --------------- |
| Digenis Akritas Ypsona | 4:0      | APEP Palendriou |

## 1. Runde
Alle 14 Vereine der First Division stiegen in dieser Runde ein.
|                        | Ergebnis |                         |
| ---------------------- | -------- | ----------------------- |
| Alki Larnaka           | 1:0      | Evagoras Paphos         |
| Anagennisi Deryneia    | 0:2      | Digenis Akritas Morphou |
| APEP Pitsilia          | 2:0      | Digenis Oroklinis       |
| APOEL Nikosia          | 6:2      | Chalkanoras Idaliou     |
| Apollon Limassol       | 8:0      | Achyronas Liopetriou    |
| Aris Limassol          | 1:2      | Olympiakos Nikosia      |
| Digenis Akritas Ypsona | 0:2      | AEL Limassol            |
| Doxa Katokopia         | 1:7      | Omonia Nikosia          |
| Enosis Neon Paralimni  | 2:0      | AEZ Zakakiou            |
| EPA Larnaka            | 6:2      | Elia Lythrodonta        |
| Ethnikos Assia         | 0:4      | Ethnikos Achnas         |
| Ethnikos Defteras      | 1:3      | Anorthosis Famagusta    |
| Nea Salamis Famagusta  | 1:0      | Fotiakos Frenarou       |
| Omonia Aradippou       | 4:0      | Orfeas Nikosia          |
| Othellos Athienou      | 5:0      | AO Agia Napa            |
| Pezoporikos Larnaka    | 4:0      | Onisilos Sotira         |

## 2. Runde
|                       | Gesamt    |                         | Hinspiel | Rückspiel |
| --------------------- | --------- | ----------------------- | -------- | --------- |
| Alki Larnaka          | 2:3       | EPA Larnaka             | 0:2      | 2:1       |
| Anorthosis Famagusta  | 1:0       | Olympiakos Nikosia      | 1:0      | 0:0       |
| APEP Pitsilia         | 0:8       | Nea Salamis Famagusta   | 0:2      | 0:6       |
| APOEL Nikosia         | 8:1       | Othellos Athienou       | 3:0      | 5:1       |
| Enosis Neon Paralimni | (a)2:2(a) | Pezoporikos Larnaka     | 1:0      | 1:2       |
| Ethnikos Achnas       | 2:5       | Apollon Limassol        | 0:2      | 2:3       |
| Omonia Aradippou      | 2:1       | Digenis Akritas Morphou | 1:0      | 1:1       |
| Omonia Nikosia        | 3:0       | AEL Limassol            | 0:0      | 3:0       |

## Viertelfinale
|                       | Gesamt |                      | Hinspiel | Rückspiel |
| --------------------- | ------ | -------------------- | -------- | --------- |
| APOEL Nikosia         | 8:3    | Omonia Aradippou     | 6:1      | 2:2       |
| Enosis Neon Paralimni | 2:5    | Anorthosis Famagusta | 1:2      | 1:3       |
| Nea Salamis Famagusta | 4:1    | EPA Larnaka          | 2:1      | 2:0       |
| Omonia Nikosia        | 5:2    | Apollon Limassol     | 5:0      | 0:1       |

## Halbfinale
|                | Gesamt |                       | Hinspiel | Rückspiel |
| -------------- | ------ | --------------------- | -------- | --------- |
| APOEL Nikosia  | 2:5    | Anorthosis Famagusta  | 1:2      | 1:3       |
| Omonia Nikosia | 3:2    | Nea Salamis Famagusta | 3:2      | 0:0       |

## Finale
| Paarung              | Omonia Nikosia – Anorthosis Famagusta |
| Ergebnis             | 1:0 n. V. |
| Datum                | 28. Mai 1994 |
| Stadion              | Tsirion-Stadion, Limassol |
| Tore                 | 1:0 Panikos Xiourupas (109.) |
| Omonia Nikosia       | Andreas Charitou – Georgios Christodoulou, Kostakis Konstantinou, Chrisanthos Chrysanthou, Evagoras Christofi – Georgios Savvidis (86. Kostas Kaiafas), Andreas Kantilos, Konstantinos Malekkos – Gotscha Gogritschiani, Dawit Kisilaschwili (107. Giannis Kalotheou), Panikos Xiourupas |
| Anorthosis Famagusta | Nikos Panagiotou – Andros Panagiotou, Spyros Kastanas, Vasos Tsagaris (77. Christos Kasianos), Zacharias Charalambous – Andreas Ioannou, Kokos Panagi, Panikkos Pounnas (112. Chrysostomos Chrysostomou), Temur Kezbaia – Costas Rizos, Svetozar Šapurić                                 |